# Arbeitsgemeinschaft der Kirchen und Religionsgesellschaften
Die Arbeitsgemeinschaft der Kirchen und Religionsgesellschaften in Berlin (AKR) e.V. ist die älteste noch existierende interreligiöse Organisation Deutschlands. Sie wurde 1947 gegründet. Die AKR fördert den Dialog und die Zusammenarbeit zwischen verschiedenen religiösen Gemeinschaften, um religiöse Toleranz und gesellschaftlichen Frieden zu unterstützen. AKRs gibt es auch in Hamburg und Niedersachsen.

## Vorgeschichte
Vom 5. bis 10. August 1910 fand in Berlin der 5. Weltkongress für freies Christentum als erste Konferenz auf deutschem Boden mit interreligiösen Anteilen statt. Am 1. August 1922 folgte in Wilhelmshagen die erste Tagung des Religiösen Menschheitsbundes. Die erste „Kundgebung“ der „Arbeitsgemeinschaft der Konfessionen für den Frieden“ trat am 16. Oktober 1929 in die Berliner Öffentlichkeit. Alle diese Bemühungen wurden durch die Nazis unterdrückt. Jedoch bezog sich der Jude Siegmund Weltlinger im Berliner Tagesspiegel vom 28. Juli 1946 in seinem Aufsatz „Die UN der Religionen“ erneut auf die „Arbeitsgemeinschaft der Konfessionen …“ und wurde danach u. a. Mitbegründer der AKR Berlin. Er schrieb damals:

„Man sollte dem religiösen Versöhnungswerk der Konfessionen und den mannigfaltigen Anregungen, Vorschlägen und Bestrebungen zur Schaffung einer religiösen Arbeitsgemeinschaft, in der sich Vertreter aller religiösen Richtungen auf der Grundlage ... der gemeinsamen geistigen und ethischen Prinzipien treffen und verständigen können, endlich ein größeres Verständnis und mehr Bereitwilligkeit zur Mitarbeit als bisher entgegenbringen.“

## Entwicklung nach dem 2. Weltkrieg
Die sowjetische Besatzungsmacht hatte für Großberlin einen Beirat für kirchliche Angelegenheiten beim Magistrat berufen – auch um die wirtschaftlichen Interessen der Religionsgemeinschaften zu vertreten.
Sie ernannte für die Römisch-katholische Kirche Pfarrer Peter Buchholz, für die evangelische Landeskirche Probst Heinrich Grüber; für die jüdische Gemeinde kam Siegmund Weltlinger hinzu. Dabei wurden gezielt Personen berufen, die nachweislich von den Nationalsozialisten verfolgt worden waren. Der im Kreisauer Kreis tätige Pfarrer Dr. Hellmut Vermehren wurde als Vertreter für die kleineren Gemeinschaften angesprochen. Er vertrat „Die Christengemeinschaft“ und lehnte diesen Ruf deshalb ab, weil er eine Form der Verbindung von Politik und Geistesleben, für welche die Vertreter der Besatzungsmacht standen, nicht mit dem Wert eines freien Geisteslebens „der Christengemeinschaft“  vereinbaren konnte.
Eine Veränderung trat nach der ersten freien Wahl ein. Danach sahen Dr. Vermehren und auch Vertreter anderer Religionsgemeinschaften die Chance eine Arbeitsgemeinschaft zu gründen, welche auf dem Boden eines freien religiösen Lebens, Miteinanders und Verständigungswillens unter den Gemeinschaften fußte. Einen weiteren Aspekt bildete die Möglichkeit aus der religiösen Vielfalt heraus in das soziale Leben der Stadt hineinzuwirken – unbeeinflusst von den jeweiligen politischen Verhältnissen. Dies waren wichtige Impulse für die Gründung der AKR, welche am 14. April 1947 gelang. Zu den Gründungsmitgliedern gehörten Vertreter verschiedener evangelischer Kirchen, der Römisch-katholischen Kirche sowie der Jüdischen Gemeinde, der Alt-Katholischen Kirche und der Christengemeinschaft. Wenig später kamen weitere christliche, muslimische und buddhistische Gemeinschaften hinzu.

## Zielsetzung und Aktivitäten
Die AKR hat sich zum Ziel gesetzt, durch interreligiösen Dialog, gemeinsame Veranstaltungen und Öffentlichkeitsarbeit zur besseren Information über religiöse Themen beizutragen und Vorurteile abzubauen. Sie ist auch Anlaufstelle für Medien und Öffentlichkeit, die Informationen zu den verschiedenen Mitgliedsgemeinschaften in Berlin suchen. Zu den regelmäßigen Aktivitäten zählen interreligiöse Gesprächsforen sowie seit Anfang 1952 die Rundfunkbeiträge Wort zum Tage auf Deutschlandfunk Kultur (früher RIAS). Themen der Gesprächsforen waren u. a.:
- Pflichterfüllung – Freiheit oder Zwang?
- Obdachlosigkeit und himmlische Heimat. In einer Religion zu Hause sein – Was sind die Voraussetzungen?
- Wie lässt sich der Widerspruch zwischen menschlicher Tierliebe und Konsumverhalten lösen?
- Humor in den Religionen

## Die Präambel der AKR
„Getragen von dem Willen in gegenseitiger Achtung ihrer Eigenständigkeit für die Werte und die Freiheit religiösen Wirkens gemeinsam einzutreten, bilden Kirchen und Religionsgesellschaften nach Maßgabe dieser Satzung eine Arbeitsgemeinschaft.“

## Struktur und Mitgliedschaft
Die AKR ist heute ein eingetragener gemeinnütziger Verein, in dem verschiedene Kirchen und Religionsgemeinschaften durch Delegierte vertreten sind. Einzelpersonen können nicht Mitglied sein. Der Verein wird von einem Vorstand geleitet, der alle zwei Jahre gewählt wird.

„Die AKR hat den Zweck, die gemeinsamen Anliegen der Kirchen und Religionsgesellschaften, die der AKR als Mitglieder angehören, in der Öffentlichkeit zu vertreten. Die AKR fördert durch Gedankenaustausch, Information, gemeinsam getragene Veranstaltungen, Bildungsarbeit und andere geeignete Aktivitäten die gegenseitige Achtung und Toleranz zwischen den verschiedenen Kirchen und Religionsgesellschaften. Sie fördert gleichzeitig die Freiheit des religiösen Lebens als einen in der sozialen Ordnung mitwirkenden Faktor. ...“

## Mitglieder der AKR Berlin
- Ahmadiyya Muslim Jamaat
- Alt-Katholische Kirche
- Apostelamt Jesu Christi e.V.
- Apostelamt Jesu Christi K.d.ö.R.
- Bahai
- Buddhistische Gesellschaft Berlin e.V.
- Bund Evangelisch-Freikirchlicher Gemeinden
- Die Christengemeinschaft
- Christliche Wissenschaft
- Eckankar e.V.
- Deutsche Muslim-Liga Bonn, siehe Sufi-Tariqah As-Safinah
- Evangelische Kirche
- Evangelisch-methodistische Kirche
- Freikirche der Siebenten-Tags-Adventisten
- Herrnhuter Brüdergemeine
- Hindu-Gemeinde
- Islamische Gemeinde – Die Moschee
- Islamische Gemeinschaft deutschsprachiger Muslime Berlin
- Johannische Kirche
- Jüdische Gemeinde
- Kirche Jesu Christi der Heiligen der Letzten Tage
- Koptisch-Orthodoxe Kirche
- Lahore Ahmadiyya (Gemeinde der Berliner Moschee)
- Neuapostolische Kirche
- Neue Kirche in Deutschland[6]
- Religiöse Gesellschaft der Freunde (Quäker) Berlin
- Römisch-katholische Kirche
- Russisch-Orthodoxe Kirche
- Serbisch-Orthodoxe Kirche
- Sikh-Gemeinschaft
- Soka Gakkai Deutschland
- Sufi-Bewegung in Berlin/International Sufi-Movement,[7] siehe Internationaler Sufi-Orden
- Sufi-Zentrum Rabbaniyya
- Unitarische Kirche in Berlin
- Vedanta-Gesellschaft e.V.

## Kooperationen
Ein wichtiger Beitrag der AKR ist die Zusammenarbeit mit dem Berliner Forum der Religionen, das 2011 u. a. auf Anregung der AKR vom Regierenden Bürgermeister und der Senatskanzlei ins Leben gerufen wurde. Diese Plattform organisiert auch die Lange Nacht der Religionen in Berlin, bei der zahlreiche religiöse Gemeinschaften ihre Türen öffnen und vielfältige Programme anbieten.

## Besondere Veranstaltungen
Bei Jubiläen der AKR und anderen Anlässen haben prominente Persönlichkeiten ihre Anerkennung für die Arbeit der AKR zum Ausdruck gebracht, u. a. Dr. Hanna-Renate Laurien, Volker Beck, Mohammad Aman Hobohm.

## Zitate über die AKR
„... Sie wissen, dass mir der interreligiöse Dialog und die religionsübergreifende Zusammenarbeit in Berlin ein besonderes Anliegen ist. Und was gibt es da Schöneres, als den Akteuren, die diese Arbeit in Berlin schon siebzig Jahre getragen haben, dafür zu danken. Ist doch die AKR seit dem Nachkriegsberlin so etwas wie die Pionierin dieser Verständigungsarbeit. … Sie haben sich zusammengeschlossen, um gemeinsam die Verständigung der Religionen untereinander und das friedliche Zusammenleben von Menschen unterschiedlicher Glaubensüberzeugungen zu fördern. Sie haben damit einen wichtigen Beitrag geleistet, um das hohe Gut der Religionsfreiheit zu stärken und zu schützen. ...“

„Die Gründung der "Arbeitsgemeinschaft der Kirchen und Religionsgesellschaften" war im Berliner Umfeld wahrscheinlich ein folgerichtiger und notwendiger Schritt. Vielleicht ist Berlin mit den Jahren aber auch erst antireligiöser geworden. Dann ist die gegenwärtige und zukünftige Arbeit der AKR um so wichtiger, denn sie vereint die wichtigen religiösen Gemeinschaften in dieser Stadt. Die Existenz der AKR ist ein gutes und wichtiges Zeichen interreligiöser Toleranz. Ohne Religionsfrieden kein Weltfrieden! Diese Vision Hans Küngs, die die "Stiftung Weltethos" umtreibt, ist hier ein Stück weit erfüllt. ...“

„... der AKR ist es seit langer Zeit gelungen, sachlich-fundiert, meist unemotional und damit nachhaltig menschlich verbindend ein Miteinander von Religionen und deren unterschiedlichen Gemeinschaften herzustellen. Das gesellschaftliche Wirken der AKR ist nach meiner Auffassung für einen sehr wichtigen Teilbereich unserer Gesellschaft eine erfolgreiche „Blaupause“ im Zusammenleben in Deutschland, hier eben in Berlin. ...“

„... Die Arbeitsgemeinschaft der Kirchen und Religionsgesellschaften ... ist für ihr Engagement in der interreligiösen Verständigung bekannt. Die bereichernden Gespräche, die sie organisiert, sind ein wichtiger Beitrag zum toleranten Zusammenleben der Religionen und ein Ausdruck des Strebens nach Einheit. ...“

„... Ein kritischer, ein konstruktiver Dialog der Religionsgemeinschaften ist unerlässlich für ein friedliches Miteinander in unserer Gesellschaft, deshalb wünsche ich der AKR-Arbeit viel Erfolg …“

„... Es gibt einen besonderen Anlaß zu feiern: Bereits seit 60 Jahren besteht die AKR. Die AKR widmet sich der ehrenvollen Aufgabe, den Dialog zwischen den Religionen zu fördern, und den Dialog mit einer interessierten Öffentlichkeit zu führen. Dies ist ein wichtiger und richtiger Ansatz, denn Religion – das muß ein Miteinander, nicht ein Gegeneinander sein. ... Lassen Sie mich zum Abschluß einen Gedanken mit Ihnen teile. Mahatma Gandhi hat gesagt: „Ich bin zu dem Schluß gekommen, dass, wer die Lehren anderer Religionen ehrfürchtig studiert – ganz gleich zu welchem Glauben er sich selbst bekennt –, sein Herz weitet und nicht verengt.“
In diesem Sinne wünsche ich Ihnen auch weiterhin viel Erfolg und Freude bei Ihrem Engagement für interreligiöse Verständigung.“

„... Achtung der religiösen Würde des Einzelnen – ein Grundwert und Menschenrecht, dem sich die Arbeitsgemeinschaft der Kirchen und Religionsgemeinschaften, Berlin e.V. nun schon seit 60 Jahren verpflichtet fühlt. Gegründet „um das religiöse Leben in Berlin neu aufleben zu lassen“, wie es der Verein selbst beschreibt, ist diese Aufgabenstellung, wie mir scheint, bis heute hoch aktuell. In einer Zeit zunehmender Individualisierung und Rückzug in die Anonymität halte ich das Bekenntnis zu einer Gemeinschaft, die über den Alltag hinausgeht, für immer wichtiger. ...“

„... Voltaire: „Ich werde deine Meinung bis zu meinem Tode bekämpfen, aber ich werde mein Leben dafür geben, dass du sie bekennen kannst.“ Solche Wirklichkeit zu leben, war in der Nazizeit verpönt, ja verboten, und Bischof Dibelius hat mit seiner Gründung dieser AG 1947 die Wirklichkeit freiheitlicher profilierter Vielfalt in der Gemeinsamkeit eines Ja zur Transzendenz einbringen, stärken und entwickeln wollen. Heute ist die Spannung zwischen der Absolutheit des eigenen Zeugnisses und der Anerkennung der pluriformen und pluralen Gesellschaft, ja der pluralen Glaubenslandschaft und auch der jeweiligen pluriformen Kirchen gesellschaftlich und auch in der Ökumene ein drängendes Thema geworden. Ich nenne es: Bekenntnis im Pluralismus und spreche mich nachdrücklich für den so genannten heißen, nicht den kalten Pluralismus aus, der das klare Ja zum eigenen Standpunkt mit der Offenheit und dem Respekt für den anderen verbindet. ...“

„… Die Arbeitsgemeinschaft der Kirchen und Religionsgesellschaften in Berlin ist einmalig: Einmalig In ihrer Zielsetzung, einmalig in ihrer Struktur, in ihrer Zusammensetzung und in ihrer Arbeitsweise. Sie ist richtungweisend für ein ersprießliches Zusammenleben verschiedenster Glaubensgemeinschaften, und sie ist deshalb eminent als Modell für ein solches Zusammenleben geeignet. … Ich hatte stets das Gefühl, dass die Arbeitsgemeinschaft in ganz besonderer - in ganz besonders starker und eindrucksvoller Weise von diesem Geist beseelt
war.“

„… Hier hat man eine Form gefunden, die in Partnerschaft und Gleichberechtigung in kleinen und großen Schritten das tut, was Gott von uns fordert: Daß sie alle eins seien.“